# HD 79248
HD 79248，又名BD+21 1991，SAO 80702、HR 3657，是一颗恒星，视星等为6.48，位于銀經207.2，銀緯40.36，其B1900.0坐标为赤經9h 7m 54.6s，赤緯+21° 40.36′ 43″。